# Lachnocladium
Lachnocladium is een geslacht van schimmels behorend tot de familie Peniophoraceae. 

## Soorten
Volgens Index Fungorum telt het geslacht 38 soorten (peildatum maart 2023):
| Soortnaam                    | Auteur(s)              | Publicatiejaar |
| ---------------------------- | ---------------------- | -------------- |
| Lachnocladium archeri        | (Berk.) Lloyd          | 1917           |
| Lachnocladium aurantiacum    | (Berk. & Broome) Petch | 1924           |
| Lachnocladium brasiliense    | (Lév.) Pat.            | 1902           |
| Lachnocladium cervinoalbum   | Henn.                  | 1900           |
| Lachnocladium cristatum      | Lloyd                  | 1919           |
| Lachnocladium denudatum      | Corner                 | 1970           |
| Lachnocladium divaricatum    | (Berk.) Pat.           | 1889           |
| Lachnocladium dubiosum       | Bres.                  | 1920           |
| Lachnocladium erectum        | Burt                   | 1920           |
| Lachnocladium flavidum       | Corner                 | 1950           |
| Lachnocladium fulvum         | Corner                 | 1950           |
| Lachnocladium hamatum        | Henn.                  | 1904           |
| Lachnocladium hericiiforme   | Singer                 | 1938           |
| Lachnocladium hoffmannii     | Henn.                  | 1904           |
| Lachnocladium implexum       | (Lév.) Henn.           | 1899           |
| Lachnocladium madeirense     | Henn.                  | 1904           |
| Lachnocladium manaosense     | Henn.                  | 1905           |
| Lachnocladium molle          | Corner                 | 1950           |
| Lachnocladium mussooriense   | Henn.                  | 1901           |
| Lachnocladium neglectum      | Massee                 | 1916           |
| Lachnocladium palmatum       | Henn.                  | 1899           |
| Lachnocladium pteruliforme   | Henn.                  | 1899           |
| Lachnocladium ramalinoides   | Henn.                  | 1899           |
| Lachnocladium samoense       | Henn.                  | 1896           |
| Lachnocladium sarasinii      | Henn.                  | 1899           |
| Lachnocladium setulosum      | (Berk.) Sacc.          | 1888           |
| Lachnocladium simplex        | Henn.                  | 1899           |
| Lachnocladium spongiosum     | Corner                 | 1970           |
| Lachnocladium strictissimum  | Henn.                  | 1904           |
| Lachnocladium subarticulatum | Henn.                  | 1899           |
| Lachnocladium subochraceum   | Sacc.                  | 1906           |
| Lachnocladium subpteruloides | Henn.                  | 1898           |
| Lachnocladium ulei           | Henn.                  | 1892           |
| Lachnocladium usambarense    | Henn.                  | 1904           |
| Lachnocladium vimineum       | Corner                 | 1970           |
| Lachnocladium zandbaiense    | Henn. & E. Nyman       | 1900           |
| Lachnocladium zenkeri        | Henn.                  | 1901           |
| Lachnocladium zonatum        | Corner                 | 1950           |